# Terijoki
Den här artikeln behandlar den tidgare finska kommunen Terijoki. För den nutida ryska staden se: Zelenogorsk.
Terijoki är en tidigare finsk kommun i den innersta delen av Finska viken på Karelska näset i Ryssland. Området intogs av Finland efter inbördeskrigets slut, vilket ratificerades av Fredsfördraget i Tartu 1920. Sovjetunionens erövrande under vinterkriget befästes av Moskvafreden 1940. Åter under finsk kontroll under fortsättningskriget från 1941, hamnade Karelska näset slutligen under sovjetrysk kontroll med fredsavtalet 1944. Det ryska namnet Zelenogorsk (ryska: Зеленогорск) tillkom 1948.

## Historik
Nöteborgsfreden 1323 placerade Sveriges östgräns vid Systerbäck. Därmed var Terijokiområdet en del av Sverige nästan 400 år, fram till freden i Nystad 1721. Därefter blev det en del av Gamla Finland 1721–1812, som efter Sveriges förlust i 1808–1809 års krig, anslöts det till ryska storfurstendömet Finland. Terijoki socken var 1812–1940 och 1941–1944 Finlands sydöstligaste socken, och gränsade till Ryssland vid Systerbäck. Byarna Nykyrka och Kivinebb nämns i urkunderna som självständiga församlingar 1445. Byn Terijoki (ursprungligen Tervajoki) hörde först till Kivinebb, tills den 1910 blev en egen församling tillsammans med byn Kellomäki.
Cirka 19 % av socknens areal var lerjord och åkermark. I övrigt bestod trakten nästan uteslutande av tallmo och grusåsar och hade därför en ståtlig sandstrand. Då järnvägen mellan Viborg och S:t Petersburg blev färdig 1870 upptäckte snabbt societeten i S:t Petersburg och Viborg den idylliska byn, och där byggdes många ståtliga villor, i tidens anda utsirade med snickarglädje. I centrum växte upp tre hotell. Folkmängden på omkring 4 000 mångfaldigades om somrarna, och orten benämndes "Finlands Riviera". Då Finland blivit självständigt 1918 bortföll de ryska turisterna och Terijoki upplevde en svacka. Med målmedveten marknadsföring ökade dock snart antalet besökare och det uppstod något av en konstnärskoloni, dit många konstnärer och intellektuella sökte sig under somrarna. Ilja Repins villa Penaty i Kuokkala (numera Repino) är idag museum.
Efter dess erövring under vinterkriget förlades till Terijoki den av Otto Ville Kuusinen ledda så kallade Terijokiregeringen.